# Erdélyi magyar matematikusok és informatikusok listája
Ez a lista az 1945 után Erdélyben (tágabb értelemben Romániában) felsőoktatásban tevékenykedő, illetve doktori címmel rendelkező magyar matematikusokat és informatikusokat tartalmazza. Nem szerepelnek ebben a listában a mérnökinformatikusok.
- András Péter
- András Szilárd
- Antal Margit
- Avornicului Mihály
- Ács László
- Áfra Attila Tamás
- Balla Katalin
- Balázs Márton
- Balázs Márton Ernő
- Baranyai Tünde Klára
- Baricz Árpád
- Bálint István
- Bege Antal
- Bencze Mihály
- Benkő József
- Bitay László
- Bodó Zalán
- Boér Antal
- Boér Csaba
- Boér-Sorbán Katalin
- Borbély Samu
- Bulboacă Teodor
- Burján-Mosoni Boglárka
- Csató Lehel
- Csillik Iharka
- Cseke Vilmos
- Dani Ernő
- Darvay Zsolt
- Debrenti Edit
- Dezső Gábor
- Domokos András
- Dominich Sándor
- Egri Edit
- Fábián Csaba Béla
- Farkas Csaba
- Feleki Zsolt
- Finta Béla
- Finta Zoltán
- Gaskó Noémi
- Gergely Jenő
- Goldner Gábor
- Gottlieb János
- Györfi Jenő
- Hamburg Péter
- Hatvany Béla Csaba
- Horobeț Emil
- Horváth Sándor
- Illyés László
- Iclănzan Dávid
- Ionescu Klára
- Jakab Hunor
- Jankó Béla
- Jánosi-Rancz Katalin Tünde
- Joó András
- Kabán Ata
- Kalik Károly
- Kassay Gábor
- Kása Zoltán
- Kátai Zoltán
- Kiss Elemér
- Kiss Ernő
- Kiss István Zoltán
- Kiss Sándor
- Kiss Tibor
- Klepp Ferenc Károly
- Kolozsi Jenő
- Kolumbán József
- ifj. Kolumbán József
- Kovács Barna
- Kovács Béla
- Kovács Laura Ildikó
- Kovács Lehel István
- Körtesi Péter
- Kristály Sándor
- Kupán Pál
- László Szilárd Csaba
- Lőrinczi Gyula
- Lukács Andor
- Makó Zoltán
- Marchiş Julianna
- Márton Gyöngyvér
- Maurer I. Gyula
- Mezei Ildikó Ilona
- Minier Zsolt
- Molnár Andrea Éva
- Németh Sándor
- Németh Sándor Zoltán
- Némethi András
- Némethi Csaba
- Németi László
- Neumann Mária
- Ney András
- Oláh-Gál Róbert
- Orbán Béla
- Pap Margit
- Pál Árpád
- Pál László
- Páter Zoltán
- Pătcaş Csaba
- Radeleczki Sándor
- Radó Ferenc
- Reményi Sándor
- Rendi Béla
- Robu Judit
- Róth Ágoston
- Ruff Laura (Szakács)
- Salamon Júlia
- Sass István
- Sándor József
- Sándor Réka (Nagy)
- Sándor Zsolt
- Scheiber Ernő
- Simon Károly
- Somogyi Ildikó
- Soós Anna
- Soós Jenő

- Sulyok Csaba
- Szabó Tünde Petra
- Szabó Zsuzsanna
- Szántó Csaba
- Szász Róbert
- Szenkovits Ferenc
- Szenkovits Annamária
- Szilágyi Géza Zsolt
- Szilágyi Miklós
- Szilágyi Pál
- Szöllősi István
- Tamási Erika
- Tóth Imre
- Tóth László
- T. Tóth Sándor
- Vajda Szilárd
- Varga Csaba
- Varga Ibolya
- Vaszi Attila Zsolt
- Vida Rolland
- Víg Eleonóra
- Virág Imre
- Weszely Tibor
- Wiesler Herwart
- Zsidó László